# Finta Gergely (szobrász)
Finta Gergely, művésznevén Zádory Oszkár (Túrkeve, 1883. február 22. – Budapest, 1947. február 23.) magyar szobrászművész.

## Életrajz
A magyar szecesszió kevésbé ismert művésze. Szüleivel és testvéreivel (Finta Sándor, Finta Sámuel) együtt kisgyermekkorában Nagyváradra költöztek, ott fedezték fel kézügyességét és tehetségét. A nagyváradi kezdő évek után a város 400 koronás ösztöndíjával 1906-ban Párizsba ment, ahol egy ideig Rodin műtermében dolgozott. Ez élete végéig nagy hatással volt művészetére.
Kiváló portrékat készített, egy ideig a sèvres-i porcelángyárba is dolgozott. Felfelé ívelő karrierjét az első világháború kettétörte. Több évre internálták Noirmoutier-be (erről Kuncz Aladár ír részletesen a Fekete kolostor-ban), majd 1919-ben hazatért s évekig gyűjtötte a pénzét, hogy a szobrait hazaszállíttassa.
Többször kiállított Budapesten, gyűjteményes tárlatokon. 1924-ben megnősült, elvette Fejes Margót, még közösen kijutottak Franciaországba, de felesége hamarosan meghalt. Hazahozott szobrait 1936-ban Túrkevén állították ki egy múzeumban, ami hamarosan összedőlt. Ezután Kopa Kálmán barátjához költözött, aki haláláig segítette a őrizte szobrait, míg azok végleges helyükre, a Finta Múzeumba kerültek. 1947-ben halt meg Budakeszin, a szanatóriumban. Sírja Túrkevén található. A Finta Múzeum falán elhelyezett domborművet Györfi Sándor szobrászművész készítette.
Rokonszenves személyisége az internálásban töltött évek hatására, felesége halála után fokozatosan megváltozott, élete végére különccé vált.

## Kiállítások
- 1920-as években számos kiállítása volt Budapesten.
- 1920-ban, Kuncz Aladár bevezetőjével a Nemzeti Szalonban
- 1923-ban Remsey Jeno festőművésszel a Helikonban
- 1924-ben hatodmagával az Ernst Múzeumban.